# 中古音
中古音（ちゅうこおん）は、音韻学上、南北朝時代後期から、隋・唐・五代・宋初にかけて使用された中古中国語の音韻体系。南北朝後期、隋から唐代初期の中古音を前期中古音、唐代中期から五代・宋にかけての中古音を後期中古音に分ける。中古音で重要なのは前期中古音なので、その中心となる時代から隋唐音と呼ばれることもある。狭義としては、中古音の復元の中心となる『切韻』に示されている音韻体系を指す。
中古音は、『切韻』などの韻書や韻図、現代中国語の諸方言、日本語・朝鮮語・ベトナム語など周辺言語の漢字音の研究から推定される。